# Strawberry Field

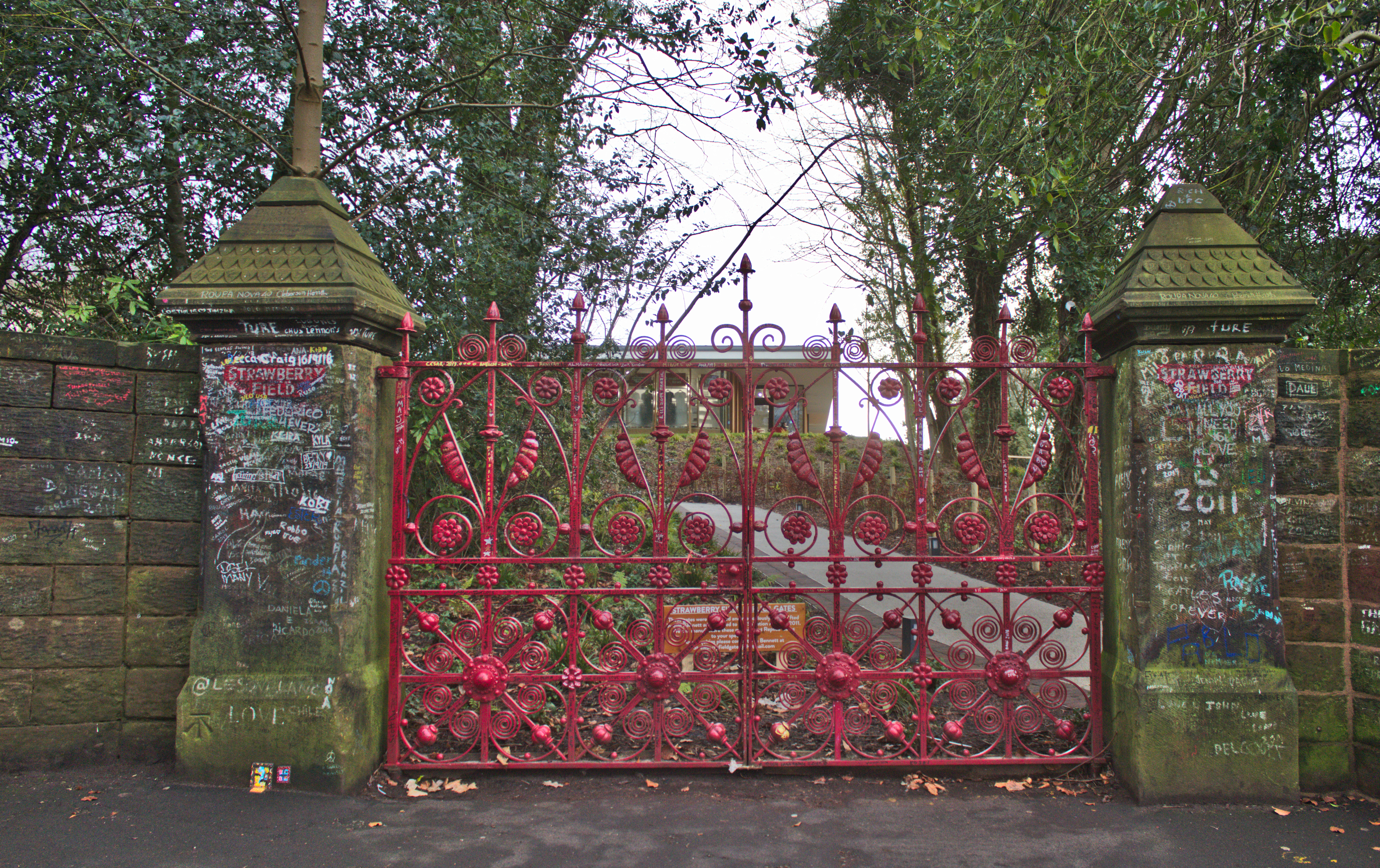
Eingangstor zum Strawberry Field

Strawberry Field ist der Name eines Gebäudes im Liverpooler Stadtteil Woolton. Die Villa, die mindestens seit den 1870er Jahren existierte, wurde im Jahr 1934 an die Heilsarmee verkauft. Diese nutzte das Gebäude ab 1936 als Waisenhaus, zunächst nur für Mädchen, ab den 1950er Jahren auch für Jungen. Anfang der 1970er Jahre wurde die Villa abgerissen und an ihrer Stelle ein kleineres Gebäude gebaut. 2005 wurde das Waisenhaus geschlossen. 2011 wurde das Eingangstor zum Gelände durch eine Nachbildung ersetzt.
Es bestehen Pläne, in dem Gebäude ein Schulungszentrum für Menschen mit Lernschwächen einzurichten. Zusätzlich soll auf dem Gelände ein Pavillon mit Café und Räumen für eine Ausstellung über die Geschichte des Gebäudes entstehen.
John Lennon spielte als Kind mit seinen Freunden auf dem Gelände. 1966 verarbeitete er seine Kindheitserinnerungen in dem Lied Strawberry Fields Forever.